# Landengte-Pajapaans Nahuatl
Het Landengte-Pajapaans Nahuatl is een variant van het Nahuatl dat gesproken wordt door de Nahua, de oorspronkelijke bewoners van het huidige Mexico. De taal behoort tot de Uto-Azteekse taalfamilie. Bij ISO/DIS 639-3 is de code nhp. Er zijn enige duizenden sprekers. 